# Contrôle aérien océanique
Un centre de contrôle aérien océanique fournit les services de la circulation aérienne (de contrôle, d'information de vol et d'alerte) aux aéronefs empruntant des routes aériennes éloignées des côtes terrestres.

## Définition
Dès 1944, l'organisme international qui allait devenir l'Organisation de l'Aviation Civile Internationale (OACI) rédige la "Convention relative à l'aviation civile internationale" dite Convention de Chicago. Cette dernière reconnait que chaque État dispose de la souveraineté complète et exclusive sur l'espace aérien au-dessus de son territoire. Il faut entendre par "territoire" d'un État les régions terrestres et les eaux territoriales qui se trouvent sous la suzeraineté, la protection ou le mandat dudit État . Les espaces maritimes hors des "territoires" sont divisés en zones où la responsabilité du contrôle aérien est déléguée contractuellement par l'OACI à des États membres.
Dès lors que les aéronefs sont amenés à s'éloigner  des "territoires", les communications radio avec les services de contrôle aérien au sol ainsi que la procédure de contrôle radar deviennent inutilisables par manque de portée (portée maxi environ 240 NM / 445 km)[réf. souhaitée].
Des zones océaniques de contrôle  (OCA : Oceanic Control Area) sont alors mises en place (par exemple Shanwick OCA).
Ces zones sont présentes sur tous les continents.

## Implications
Le survol de zones océaniques de contrôle engendre pour les avions des contraintes spécifiques de navigation (espacements augmentés entre avions) et de communications air/sol (reports de position systématiques). Ces contraintes assurent la séparation des avions et la sécurité des vols mais elles réduisent le nombre maximum d'avions pouvant voler simultanément dans une même zone océanique. 
La saturation de ces espaces et la croissance continue du trafic aérien mondial  incitent les institutions mondiales (OACI, IATA) et les industriels du secteur à trouver des solutions réglementaires et techniques à cette réduction.
On peut citer entre autres :  
- Pour les communications air/sol, des solutions mettant en œuvre des liaisons satellitaires non vocales entre le pilote et le centre de contrôle (voir système ADS et ACARS).
- Pour la réduction des espacements entre avions, la réglementation RVSM visant à réduire les séparations verticales entre avions, ainsi que l'expérimentation Minima séparation latérale réduite (en) visant à réduire les séparations latérales.